# Anthophora moricei
Anthophora moricei är en biart som först beskrevs av Heinrich Friese 1899. Den ingår i släktet pälsbin och familjen långtungebin. Inga underarter finns listade i Catalogue of Life.

## Beskrivning
Arten har svart grundfärg, hanen har dock blekgult ansikte. Mellankropp och bakkropp har vit päls, hos hanen med en mycket svag inblandning av svarta hår på mellankroppen. Honan har rikligare inblandning av svarta hår, på mellankroppen, i mindre grad på tergit (bakkroppens segment på ovansidan) 4, men i synnerhet på tergit 5. Undersidan har även den vitaktig päls. Arten är liten: Hanen är mellan 8 och 9 mm lång, honan mellan 8 och 9,5 mm.

## Ekologi
Som alla i släktet är arten ett solitärt bi och en skicklig flygare. Arten är vanlig i ökendalar, men även i södra Egypten och i Elba-bergen på gränsen mellan Egypten och Sudan.

## Utbredning
Anthophora moricei är vanlig i Egypten. Den har även påträffats i Israel.